# Classique hivernale de la LNH 2023
Match précédent Match suivant
L'édition 2023 est la 14e édition de la Classique hivernale de la LNH, en anglais : 2023 NHL Winter Classic, une partie annuelle de hockey sur glace disputée à l’extérieur en Amérique du Nord. La partie a lieu le 2 janvier 2023 et oppose les Penguins de Pittsburgh aux Bruins de Boston. L'évènement se déroule au Fenway Park, le domicile des Red Sox de Boston dans la MLB.

## Feuille de match
| 2 janvier 2023 | Penguins de Pittsburgh | 1-2 (0-0, 1-0, 0-2) | Bruins de Boston | Fenway Park 39 243 spectateurs |

| Feuille de match | Feuille de match              | Feuille de match | Feuille de match                                      | Feuille de match |
| ---------------- | ----------------------------- | ---------------- | ----------------------------------------------------- | ---------------- |
|                  | Kasperi Kapanen — 28 min 40 s | 1-0 1-1 1-2      | Jake DeBrusk — 47 min 46 s Jake DeBrusk — 57 min 36 s |                  |
| Casey DeSmith    | Gardiens                      | Linus Ullmark    |                                                       |                  |
| 6 min            | Pénalités                     | 6 min            |                                                       |                  |
| 27               | Tirs                          | 29               |                                                       |                  |